# Infektiosität
Die Infektiosität beschreibt die Fähigkeit eines Pathogens, einen Wirt zu infizieren. Sie ist somit abhängig von den Pathogenitätsfaktoren und damit von der Fähigkeit eines Pathogens zur Invasion eines Wirtes und einer Reproduktion in ihm. Die Infektiosität wird unter anderem bestimmt durch die im Labor ermittelte Anzahl neugebildeter Pathogene pro Zelle (engl. burst size, resultierend in einer Dosis, gelegentlich stattdessen auch in einem Titer), die minimale Infektionsdosis und den epidemiologischen R0-Wert des Pathogens.
Der Begriff Kontagiosität beschreibt hingegen, wie leicht oder schwer ein Erreger auf den verschiedenen, jeweils erregertypischen Infektionswegen übertragen werden kann. Jedoch sind die Begriffe Kontagiosität (engl. contagiosity) und Infektiosität (engl. infectivity) im englischen Sprachgebrauch gleichbedeutend.
Die Kenntnis der Infektiosität und der Kontagiosität der für eine Erkrankung verantwortlichen Erreger ist wichtig, um abschätzen zu können, wie sich eine Erkrankung bei Ausbruch verhalten kann und ob hygienische bzw. seuchenhygienische Maßnahmen notwendig sind, wie beispielsweise Isolierung oder Quarantäne.

## Beispiele
- Lepra: Der Krankheitserreger der Lepra (Mycobacterium leprae) besitzt eine geringe Infektiosität, d. h., es ist in der Regel ein langer Kontakt zu Erkrankten notwendig, um sich zu infizieren.
- Ebola-Virus: Das Ebola-Virus dagegen hat eine hohe Infektiosität, d. h., es genügt schon ein kurzer Kontakt zu Erkrankten oder zu infektiösem Material, um sich zu infizieren.